# Case (entreprise)
Pour les articles homonymes, voir Case (homonymie).
 (juillet 2024).
Si vous disposez d'ouvrages ou d'articles de référence ou si vous connaissez des sites web de qualité traitant du thème abordé ici, merci de compléter l'article en donnant les références utiles à sa vérifiabilité et en les liant à la section « Notes et références ».
Case, ou Case Corporation, est une entreprise américaine de construction de machines agricoles, créée en 1842 sous le nom de « J I Case Company » et qui est devenue en 1985, après divers changement de noms, Case IH.

La Case Corporation était un fabricant de machines agricoles et d'équipements de construction. Fondée en 1842 par Jerome Increase Case (en) sous le nom de J. I. Case Threshing Machine Company, elle a fonctionné sous ce nom pendant près d'un siècle. Pendant encore 66 ans, elle fut la J. I. Case Company, le plus souvent simplement appelée Case. À la fin du XIXe siècle, Case était l'un des plus grands constructeurs américains de machines à vapeur, produisant des moteurs portables automoteurs, des moteurs de traction et des tracteurs à vapeur. C'était un important producteur de batteuses et d'autres équipements de récolte. L'entreprise a également produit diverses machines pour l'armée américaine (équipements du génie de combat pour l'USMC, tracteurs à chenilles et chargeuses à pelle pour l'armée américaine, etc. ). Au XXe siècle, Case figurait pendant de nombreuses années parmi les dix plus grands constructeurs de tracteurs agricoles. Dans les années 1950, sa gamme de matériel de construction est devenue son activité principale, suivie par l'activité agricole.

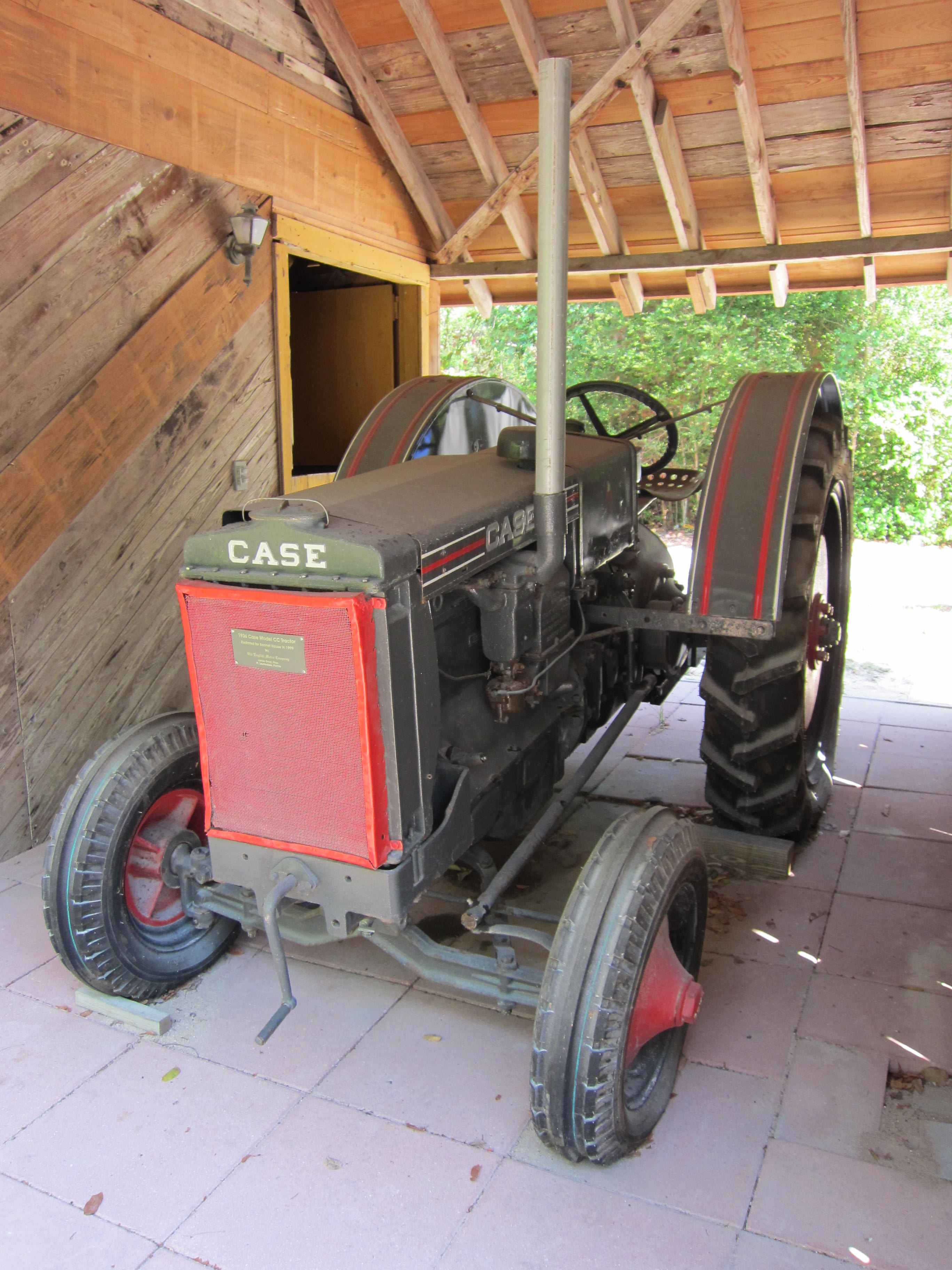
Tracteur Case Modèle CC 1936

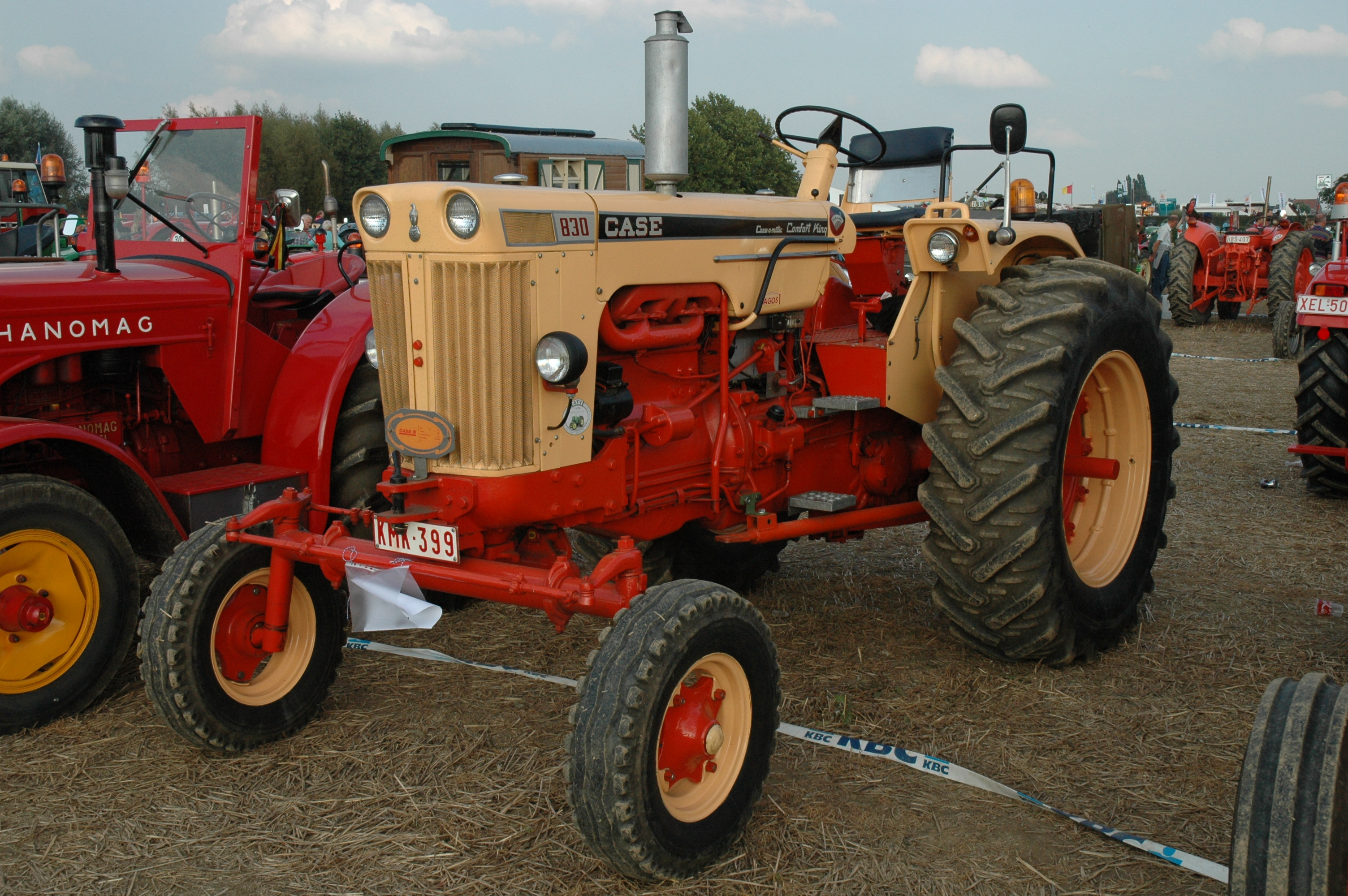
Case 830

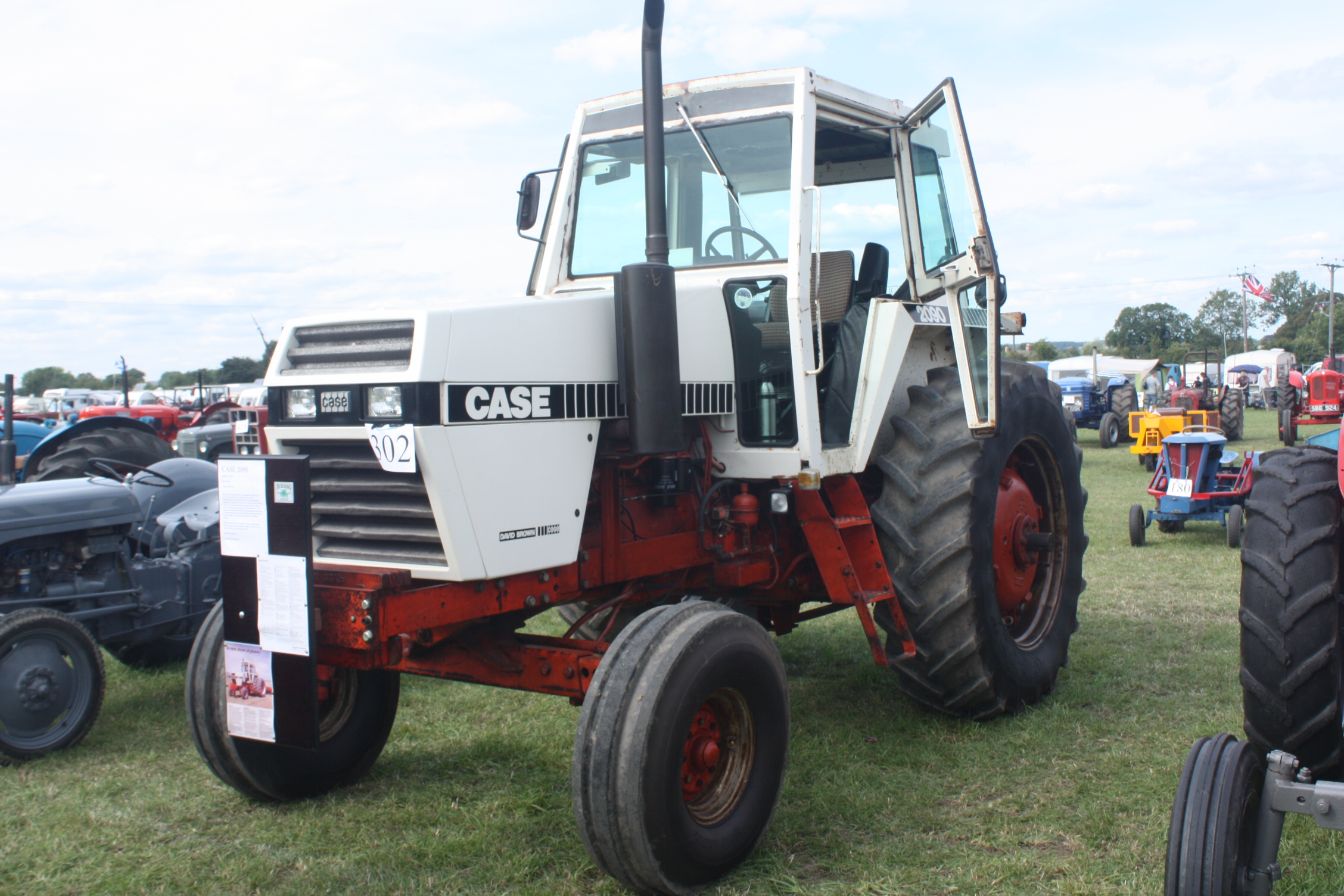
Case 2090

Les dénominations et les marques de Case ont changé à plusieurs reprises dans les années 1980 et 1990. Lorsque sa société mère, Tenneco, a acheté la division de matériel agricole d' International Harvester et l'a fusionnée avec Case, la société J. I. Case a continué, mais elle a commencé à utiliser la marque Case IH. Dans les années 1990, elle a changé de nom plusieurs fois (chaque nom incluant « Case ») avant que sa fusion dans CNH Global ne mette fin à son histoire en tant qu'entité distincte. Diverses marques de CNH continuent d'utiliser le nom Case, telles que Case CE et Case IH.

## Détails du nom
Fondée par Jerome I. Case en 1842 sous le nom de J. I. Case Threshing Machine Company, l'entreprise a fonctionné sous ce nom pendant près d'un siècle, jusqu'en 1928. Dans certaines de ses publicités, le nom était appelé J. I. Case T. M. Co. en abrégé. Une autre entreprise fondée par Jerome I. Case, J. I. Case Plough Works, était une entreprise indépendante. Lorsque Plough Works fut racheté par Massey-Harris en 1928, ce dernier vendit les droits du nom à la J. I. Case Threshing Machine Company, qui fut réincorporée sous le nom de J. I. Case Company. Cette société, qui est devenue détenue majoritairement par Tenneco en 1967 et filiale à 100% en 1970, était souvent appelée par le simple nom de marque « Case ».
En 1984, Tenneco a acheté la division de matériel agricole d'International Harvester et l'a fusionnée dans Case, et les marques de matériel agricole ont été regroupées sous le nom de Case IH, bien que la société soit légalement restée la société J. I. Case. Cela a continué ainsi jusqu'en 1994, lorsque Tenneco l'a cédé sous le nom de « Case Equipment Corporation ». Case Equipment est devenu « Case Corporation » et plus tard « « Case LLC ».
En 1999, Case LLC a fusionné avec New Holland Agriculture pour former CNH Global, une division du groupe Fiat, qui a depuis été scindé en une société détenue majoritairement par Fiat. Le nom Case perdure dans deux marques CNH : Case CE (de « Construction Equipment »), qui est la troisième plus grande marque mondiale d'équipement de construction, et Case IH, qui est la deuxième plus grande marque mondiale. de matériel agricole.

## Histoire

### Le fondateur

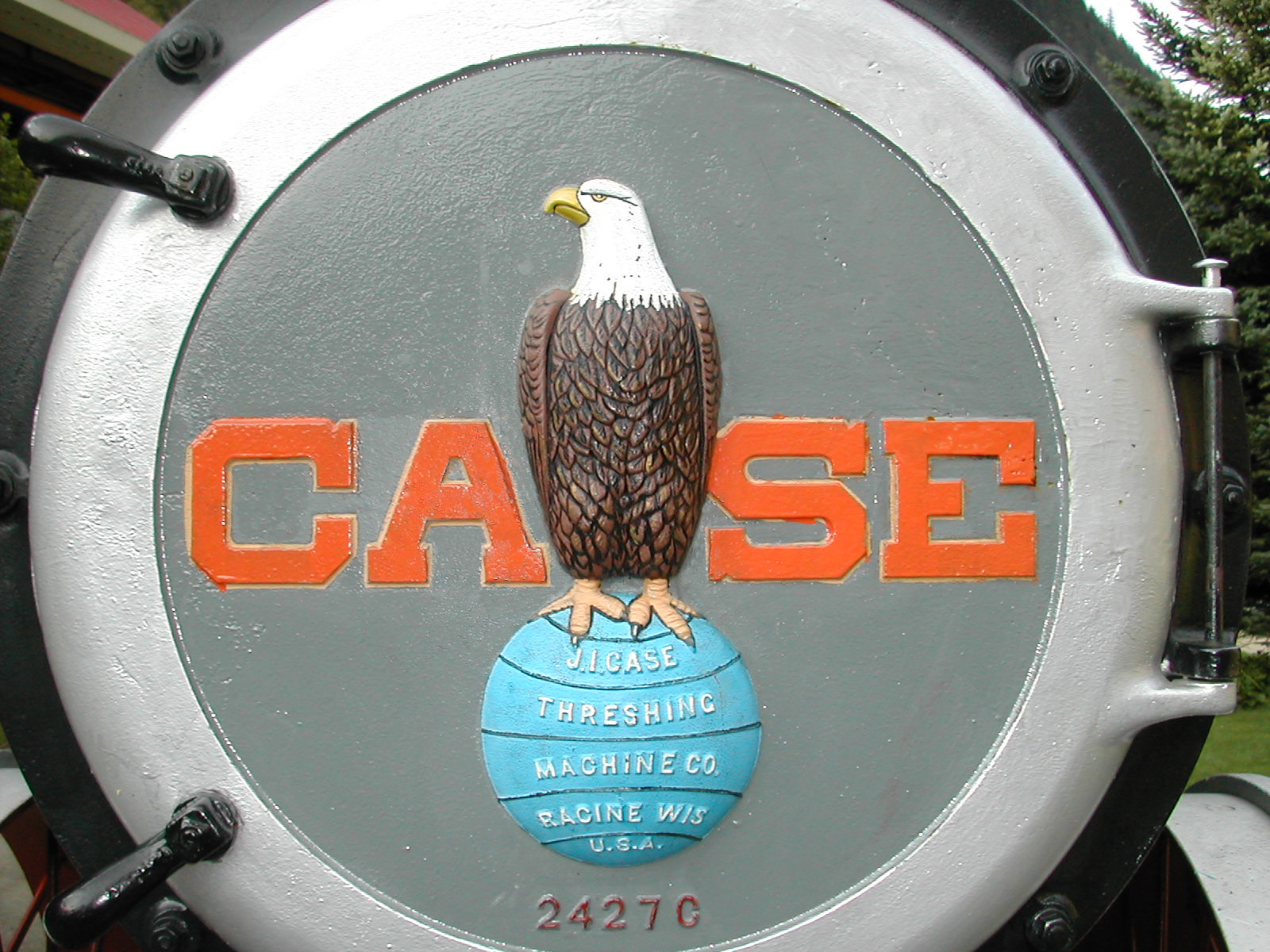
"Old Abe", le fameux aigle du 8ème régiment d'infanterie du Wisconsin était la mascotte de J.I. Case.

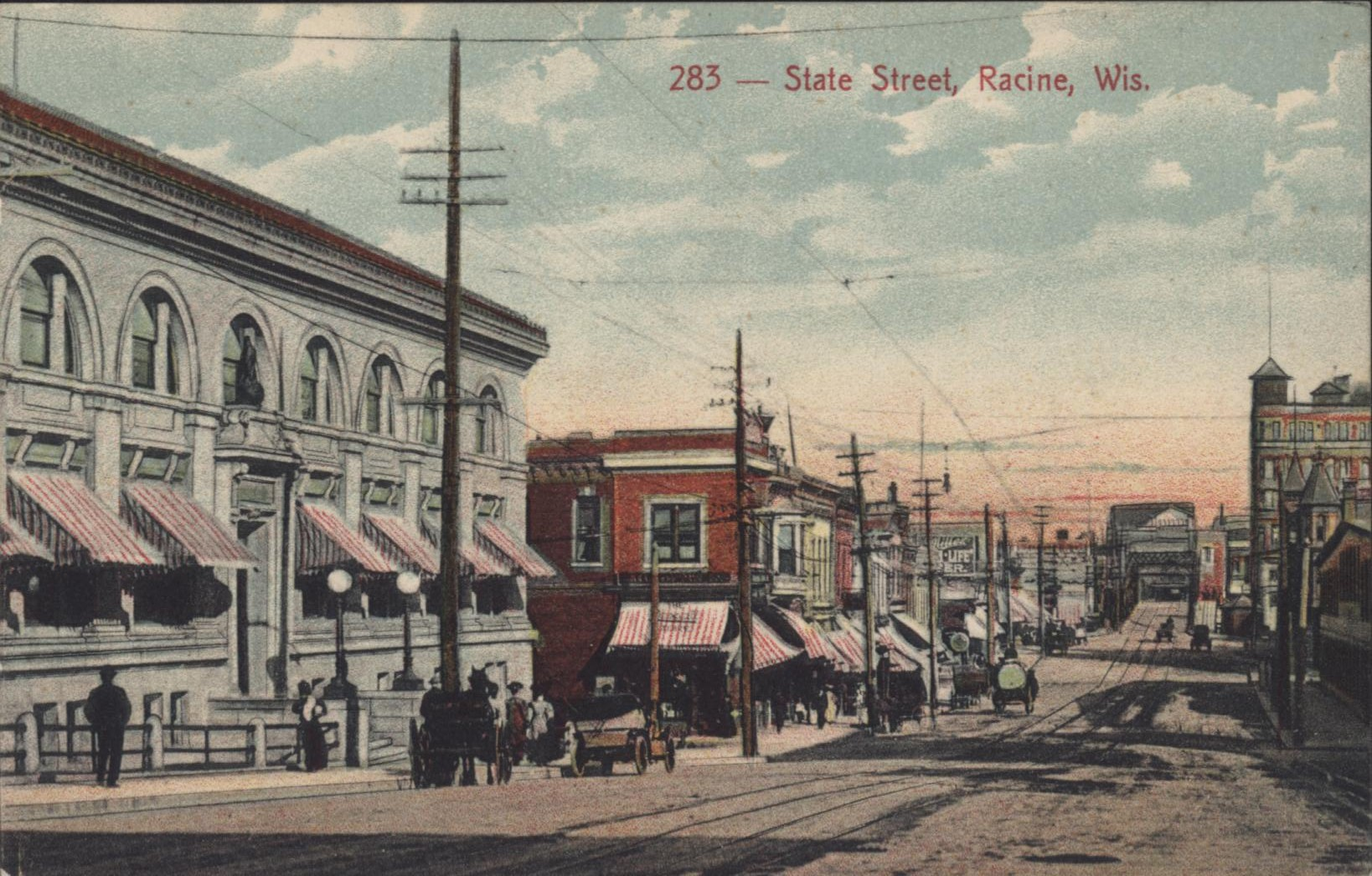
State Street, Racine, Wisconsin, vers l'Est du lac Michigan. L'immeuble Case est sur la gauche avec la statue d'Old Abe sur le devant.

Jerome Increase Case (1819-1891) est né dans une famille d'agriculteurs à Williamstown, dans l'État de New York. Lorsqu'il était jeune enfant, Case a entendu parler d'une machine capable de couper le blé sans que les gens aient besoin d'utiliser leurs mains. C’est à ce moment-là qu’il développe un intérêt pour l’agriculture.
Case a emmené de petites machines de battage manuelles au Wisconsin en 1842, où il a amélioré la conception et a créé une entreprise pour les fabriquer. En 1843, Case déménagea l'entreprise à Racine (Wisconsin), afin d'avoir un meilleur accès à l'énergie hydraulique, et ouvrit la Racine Threshing Machine Works. En 1863, Case s'est associé à trois de ses principaux employés, Massena Erskine, Robert Hall Baker et Stephen Bull. Case était également impliqué dans la politique et les courses de chevaux. Au fil du temps, l’entreprise s’est développée.

### Concurrence dans le secteur agricole

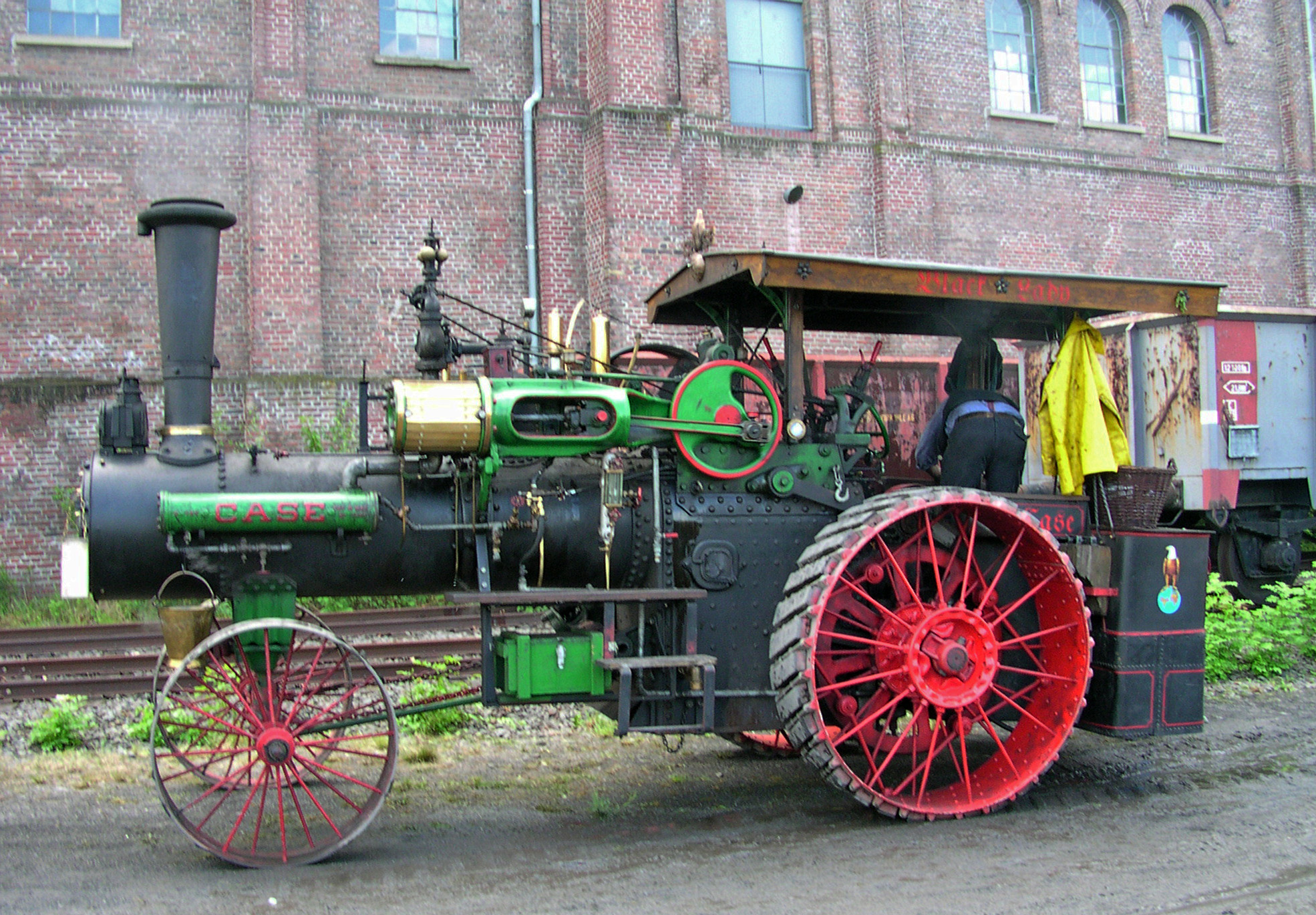
Locomobile Case "Black Lady".

J. I. Case a introduit un logo « aigle » pour la première fois en 1865, basé sur Old Abe, la mascotte d'un régiment de guerre civile du Wisconsin. Case a construit sa première machine à vapeur portable en 1869, un moteur utilisé pour alimenter les batteuses de blé. Ce moteur se trouve au Smithsonian Museum à Washington, D.C. Case a remporté la première place à l'Exposition de Paris en France pour sa batteuse. Ce fut la première batteuse envoyée à l'étranger par la société Case et la première de milliers d'autres qui seront ensuite exportées à l'échelle internationale. C'est à cette époque que Case crée son premier moteur de traction automoteur, avec un mécanisme d'entraînement sur l'un de ses moteurs portables.
Pendant ce temps, en 1871, le Grand incendie de Chicago détruisit l'usine McCormick. Malgré l'offre de Case d'aider McCormick dans la fabrication de ses machines, McCormick Company a refusé l'offre et une nouvelle installation, appelée McCormick Works, a été construite dans le sud-ouest de Chicago. La société McCormick a introduit la première d'une longue série de machines à reliure à ficelle en 1881, ce qui a conduit à ce qu'on appelle la « guerre des moissonneuses » qui a attiré l'attention de l'industrie agricole au cours des années 1880.

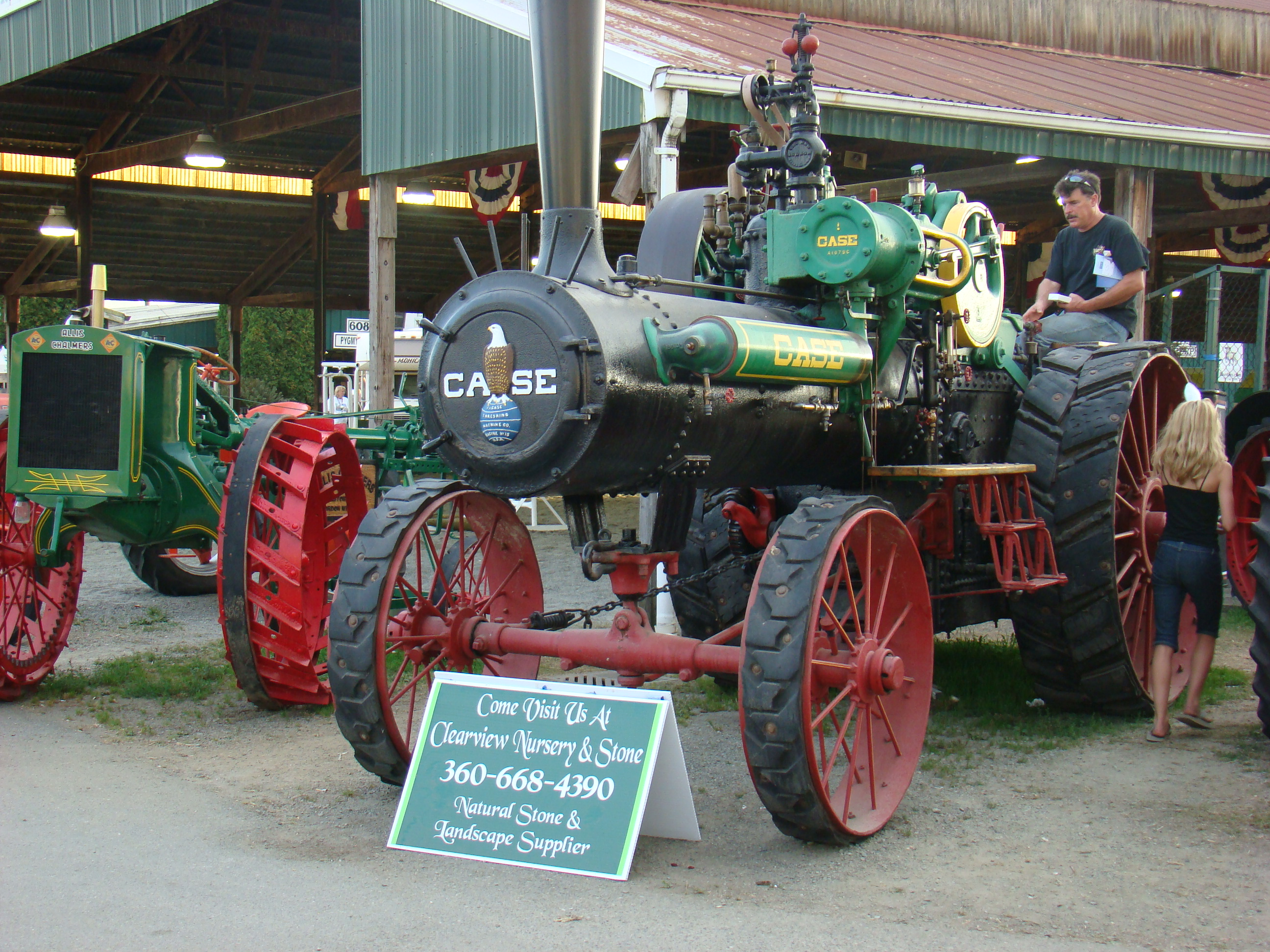
Tracteur Case à vapeur.

En 1884, Case visita une ferme qui porte son nom dans le Minnesota après avoir appris qu'une de ses batteuses ne fonctionnait pas. Furieux de ne pas pouvoir réparer la machine lui-même, il y mit le feu le lendemain et envoya au propriétaire une batteuse toute neuve à son retour dans le Wisconsin.
En 1890, la société Case s'étend en Amérique du Sud et ouvre une usine en Argentine. En 1891, le fondateur de l'entreprise décède. À cette époque, la société Case produisait des moteurs à vapeur portatifs pour alimenter les batteuses, et se lança plus tard dans le secteur des moteurs de traction à vapeur. Au début du XXe siècle, Case était le constructeur de moteurs nord-américain le plus prolifique. Ces moteurs variaient en taille depuis le petit 9 CV, jusqu'aux tailles standard de 15, 25, 30, 40, 50, 65 CV et jusqu'aux tailles de labour de 75 et 80 CV. Case a également fabriqué les gros moteurs de freinage de 110 CV avec sa remarquable cabine à deux étages. Neuf énormes moteurs de transport de 150 CV ont été fabriqués, en plus des rouleaux à vapeur. Les moteurs Case étaient connus pour leur utilisation d'un système de soupapes Woolf, de chauffe-eau d'alimentation et des couvercles emblématiques « aigle » fumokebox. Case avait construit un total de 36 000 bateaux à vapeur au moment où elle passa aux tracteurs à essence en 1927.
En 1902, cinq grandes entreprises agricoles américaines décidèrent qu'une consolidation était nécessaire, et c'est ainsi que la McCormick Harvesting Machine Company, la Deering Harvester Company, la Plano Manufacturing Company et deux autres ont fusionné leurs entreprises, rebaptisant le nouveau conglomérat d'entreprises International Harvester Company, qui est devenu l'un des géants de l'industrie.

### Tracteurs à combustion interne
En 1895, la société Case avait commencé à produire des moteurs à essence. En 1899, la société Case entra sur le marché russe.
En 1904, Case a présenté la première batteuse entièrement en acier. Case a vendu son premier tracteur à essence cette année-là et a établi une présence continue en Europe lorsque l'entreprise a remporté la première place dans un concours de labour organisé dans ce qu'on appelle le « vieux continent ». Case développe à cette époque une large gamme de produits : batteuses, relieuses, niveleuses, réservoirs d'eau, charrues, poussettes et même automobiles.
L’avènement des moteurs à huile au début du 20e siècle laisse entrevoir un changement à l’horizon. Des premiers tracteurs de Froelich aux produits Hart-Parr, les tracteurs pétroliers semblaient être la voie à suivre. Case a embauché Joe Jagersberger et il a testé un moteur en participant aux 500 miles d'Indianapolis 1911. Case a commencé la production du moteur à huile 30-60 en 1912. Case a également produit des tracteurs au kérosène au cours de son adolescence, similaires aux moteurs à huile Rumely. Pendant la Première Guerre mondiale, les ventes et la demande de Case ont considérablement augmenté en Europe. Ces augmentations étaient directement liées à la guerre ; alors que de nombreux ouvriers agricoles devenaient soldats, chaque agriculteur restant devait devenir plus productif, et les machines étaient le moyen d'y parvenir.
En 1919, John Deere entra dans le secteur des abatteuses et la réponse d'International Harvester à leur nouveau concours fut d'acheter P&O Ploughing de Canton (Illinois), et la société Chattanooga Ploughing de Chattanooga (Tennessee). Henry Ford s'est également lancé dans le secteur des tracteurs avec son tracteur Fordson produit dans l'immense usine de Rivière Rouge (en). Un ralentissement économique au début des années 1920 a freiné les ventes de tracteurs ; la réduction des prix pour stimuler la demande a déclenché une guerre des prix dans l'industrie des tracteurs (appelée la guerre des tracteurs). Ford, avec un énorme avantage en termes de capacité de production et de distribution, avait le dessus, produisant environ 73 pour cent de tous les tracteurs américains, IHC arrivant loin en deuxième position avec 9 pour cent, et plusieurs autres sociétés se partageant le reste des pourcentages. En 1923, l'IHC Farmall entra dans le secteur agricole et la mainmise de Ford commença à perdre. Cette même année, la 100 000ème batteuse produite par Case sortait de la chaîne de montage, ce qui marquait une étape importante pour l'entreprise Case.
En 1927, la société J. I. Case cesse de construire ses légendaires machines à vapeur. Les machines à vapeur Case, produites à plus de 30 000 exemplaires, étaient peintes en noir avec des machines vertes, tandis que les tracteurs à gaz étaient peints en gris. En 1939, Case a changé sa palette de couleurs en Flambeau Red, les excavatrices étant d'un jaune vermeil. En 1929, Case s'était étendue à l'Australie, au Mexique, à la Suède et à d'autres pays. Cette année-là également, la société J. I. Case produit son premier tracteur à chenilles. Les tracteurs S et V ont été introduits en 1940

### Production automobile
Les automobiles produites par Case au cours de la période 1911-1925/1927 comprennent : la Case Jay-Eye-See Brougham (du nom du cheval de Case) et la Case Touring-Y.

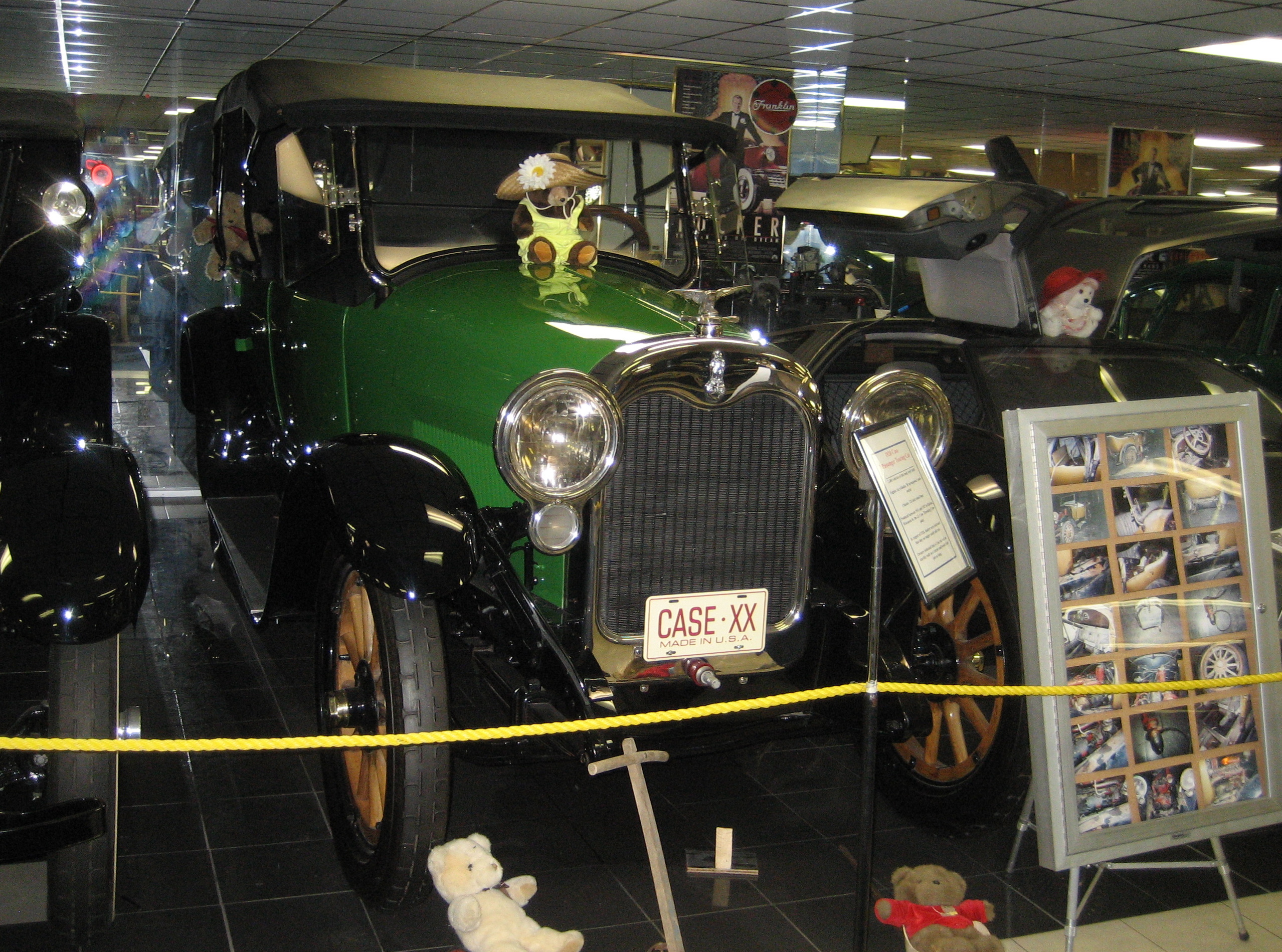
Case construisit des automobiles quelques années. Une voiture de tourisme Case à 7 passagers, 1920.

### Activité pendant la Seconde Guerre mondiale
Case a évolué avec l'arrivée de la Seconde Guerre mondiale en s'impliquant dans la fabrication d'obus pour l'armée américaine et les forces alliées, ainsi que de pièces d'avion pour les B-26, de bombes et de portes pour le Char Sherman. Trois nouvelles usines furent ouvertes aux États-Unis au cours de cette année et, en 1942, l'entreprise produisit sa première moissonneuse-batteuse automotrice. La même année, Case a lancé le premier cueilleur de coton de l'entreprise, qui est actuellement conservé par la société Smithsonian. Une grève prolongée de 440 jours dans le Wisconsin à l'usine Case a affaibli l'entreprise.
Au cours des 31 années suivantes, l'entreprise s'est mondialisée davantage, devenant une entreprise bien connue sur les marchés agricoles d'Australie, du Japon et d'autres pays. De nombreuses autres sociétés ont rejoint Case au cours de cette période.

### Fusions récentes
En 1957, Case rachète l'American Tractor Corporation (ATC). ATC a été fondée en 1950 et était un producteur de petits tracteurs à chenilles. Leur production de bulldozers (commercialisés sous le nom de Terradozers) et le développement d'une pelle rétro intégrée présentaient un intérêt particulier pour Case. Case a abandonné le nom ATC en 1959, ne conservant que le nom Terratrac pour les groupes motopropulseurs. Cela a conduit à la sortie d'un tracteur hybride de l'usine de Burlington (Iowa) en 1957. Ce modèle, le 320 Construction King, deviendra synonyme aux États-Unis du nom de chargeuse-pelleteuse. Depuis lors, Case a lancé d'autres modèles tels que la série T qui comprend les 580T, 580ST, 590ST et 695ST. En 1998, un jury a accordé plus de 17 millions de dollars de dommages et intérêts à un ouvrier du bâtiment après qu'un défaut de conception de la pelle rétrocaveuse 580 l'ait écrasé et paralysé de la taille aux pieds alors qu'il utilisait la machine.
En 1961, Case Corporation a signé un accord avec RyCSA et Metalúrgica Tandil (à Buenos Aires), pour fabriquer des tracteurs et des outils agricoles Case sous licence en Argentine. Les modèles construits étaient les 830 et le 831, rendu jusqu'à 1964, date à laquelle RyCSA ferme ses portes.
1964 marque l'acquisition de Colt Garden Tractors. Il s'agissait du premier tracteur de jardin propulsé par « Hy-Drive », une forme de propulsion hydraulique qui permettait divers accessoires lourds et éliminait le besoin de courroies d'entraînement de boîte-pont. La Kern County Land Company, utilisant l'argent du pétrole, a acheté la Case Company. À son tour, le comté de Kern a vendu Case à la société Tenneco du Texas.
En 1972, Case rachète le constructeur britannique de tracteurs David Brown Ltd.. En 1974, Case acquiert la majeure partie de l'entreprise française de matériel de construction Poclain.
En 1983, lors de l'achat des actifs d'International Harvester, Case a vendu sa division de tracteurs de jardin à Ingersoll Power Equipment. Les tracteurs Ingersoll continueront à porter la marque Case jusqu'en 1987.
En 1984, la société mère de Case Tenneco a acheté certains actifs de la division agricole International Harvester et l'a fusionnée avec J. I. Case. Tous les produits agricoles sont d'abord étiquetés Case International, puis Case IH. Ensemble, ils ont utilisé la série 94 Case Utility, à deux et quatre roues motrices, pour le premier tracteur Case IH. Le premier tracteur développé par la nouvelle société fut le Magnum. Introduite en 1987, la production du Magnum a commencé et la gamme 94 a été abandonnée.
Lorsque Case IH a racheté Steiger Tractor (en) en 1986, la marque Steiger a été conservée, et c'est toujours le cas aujourd'hui.
En 1996, le constructeur autrichien de tracteurs Steyr a été racheté.

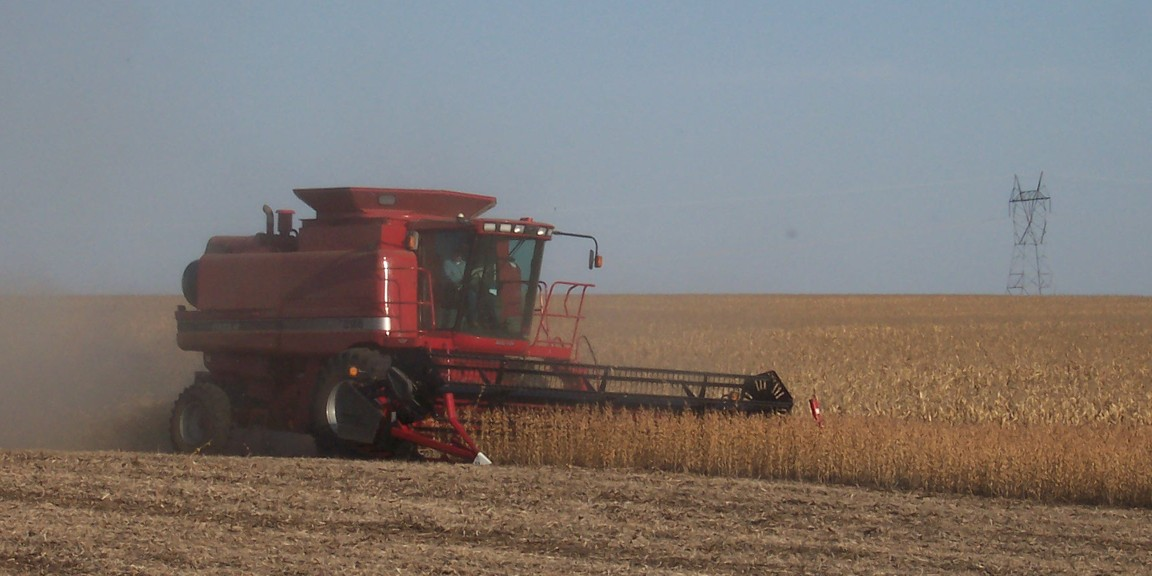
Moissonneuse-batteuse Axial-Flow CaseIH, 2006.

Case Corporation s'est associée à New Holland N.V. pour devenir CNH (Case-New Holland), aujourd'hui CNH Industrial, en novembre 1999. En raison de la fusion, CNH a été forcée de libérer ses usines de production. à Doncaster, Angleterre et Winnipeg, Manitoba, Canada. Le site de Doncaster a été racheté par le groupe ARGO, propriétaire du constructeur de tracteurs Landini, et a ramené la marque McCormick. L'usine de Winnipeg a été reprise par la famille Buhler pour lancer Buhler Tractors.
En Europe, la fusion avec New Holland (y compris les anciennes lignes de tracteurs Fordson et Fiat) a été le succès espéré par Case IH. En 2006, Case IH a élaboré un plan visant à redonner une touche « internationale » à ses produits. Ils ont ramené l'ancien logo International Harvester et ont fait une différence plus technique entre les deux marques. Montgomery Design International a refait le design et le style industriels du MAGNUM et de plusieurs autres nouveaux produits Case IH ainsi que le style New Holland « Cat's Eye » sur tous les tracteurs New Holland et le style révisé du tracteur Steyr.